# Joan Gibson
Joan Gibson detta Jill (...) è un'ex tennista australiana.

## Biografia
È nata in una famiglia legata al mondo tennistico: lo zio da parte materna era Jack Crawford mentre il fratello Neil ha intrapreso a sua volta la carriera agonistica.
Si è successivamente sposata con il collega John Cottrill scendendo in campo con il cognome da coniugata.

## Carriera
Ottiene i risultati migliori nello Slam di casa, raggiunge due semifinali consecutive nel doppio femminile con due diverse compagne (Madonna Schacht nel 1963 e Caroline Easy l'anno dopo) mentre nell'edizione 1966 avanza fino ai quarti in singolare eliminando sulla sua strada la terza testa di serie Lesley Turner. Vanta inoltre una semifinale nel doppio misto in coppia con il marito John Cottrill, insieme i due raggiungono i quarti di finale anche a Wimbledon 1967.